# Arthur Frank Mathews
Arthur Frank Mathews (* 1. Oktober 1860 in Markesan, Wisconsin; † 19. Februar 1945 in San Francisco) war ein amerikanischer tonalistischer Maler und einer der Gründer des Arts and Crafts Movement. Ausgebildet sowohl als Architekt als auch als Künstler hatte er einen signifikanten Einfluss auf die Entwicklung der kalifornischen Kunst im späten 19. und frühen 20. Jahrhundert. Zu seinen Studenten zählen Granville Redmond, Xavier Martínez, Armin Hansen, Adelaide Hanscom Leeson, Percy Gray, Gottardo Piazzoni, Maynard Dixon und Francis McComas.

## Frühe Jahre
Mathews lebte bis zum Alter von 6 Jahren in Markesan. Sein Vater war Architekt und zog 1866 nach San Francisco. Von seinem Vater lernte Mathews Architektur, dann studierte er Malerei an der San Francisco School of Design (später umbenannt in San Francisco Art Institute) unter dem Einfluss von Virgil Williams. In San Francisco arbeitete er auch als Illustrator in einem Lithographie-Geschäft. Er studierte Kunst in Paris an der Académie Julian von 1884 bis 1889 und seine Frau Lucia Kleinhans Mathews (1870–1955) an der Académie Carmen, woraufhin beide nach San Francisco zurückkehrten und er die Farbintensität Paul Gauguins und den Tonalismus James McNeill Whistlers mitbrachte.

## Leben in San Francisco

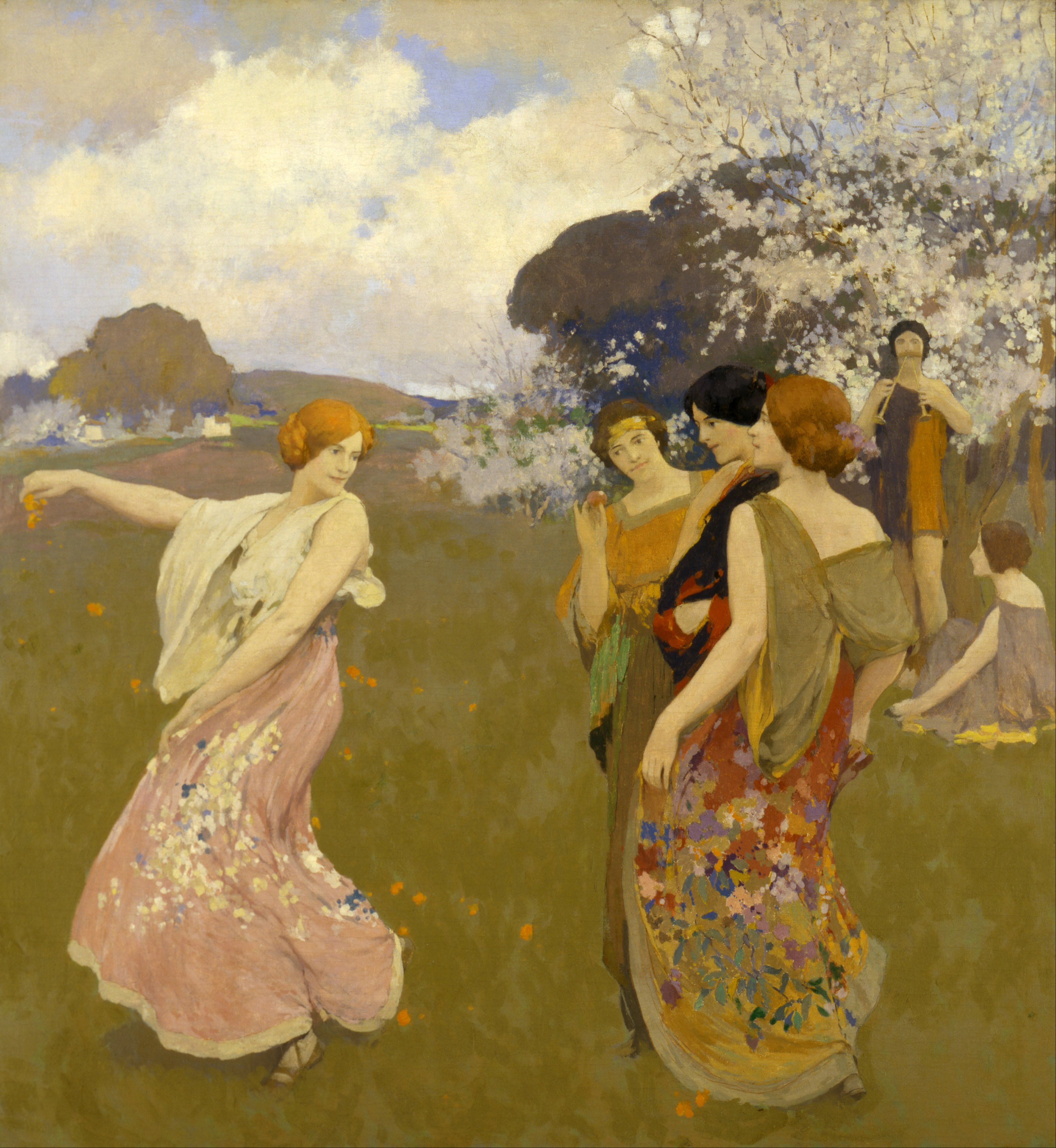
Spring Dance (1917)

Nach seiner Rückkehr aus Paris reichte er anonym einen Entwurf für die Vollendung des Washington Monuments ein Entwurf für die Vollendung des Washington Monuments (ca. 1879) und wurde Direktor der San Francisco School of Design bis zum San-Francisco-Erdbeben von 1906. Daraufhin eröffneten er und seine Frau den Mathews Furniture Shop in San Francisco. Dies ermöglichte ihm seine Fähigkeiten als Handwerker, Designer und Maler auszuleben. Er wurde als eine der treibenden Kräfte im Wiederaufbau der Künste nach den Zerstörungen von 1906 angesehen, die in der Panama-Pacific International Exposition (1915) gipfelte. Er scheute den impressionistischen Stil, kultivierte klassischen  Tonalismus und förderte die Arts and Crafts Movement als Stil. Manchmal wird seine Arbeit als Art Nouveau bezeichnet.
Einige von Mathews’ Meisterwerken sind Spring Dance im Smithsonian und Afternoon Among the Cypress in der ständigen Ausstellung des New Yorker Metropolitan Museum of Art. Ein Markenzeichen seiner Arbeit sind seine allegorischen Gemälde weiblicher Figuren in klassischer Kleidung, oft in den leuchtenden Farben Gauguins.
Seine Reisen führten ihn auf die Santa Catalina Island, nach Carmel-by-the-Sea und Monterey. Seine wichtigsten Arbeitstechniken waren Ölgemälde, Wasserfarben, Pastelle, Gouachen und Frescen. In seiner dekorativen Arbeit erfreuten sich er und Lucia am Bemalen von Bilderrahmen und anderen Möbeln. Hervorragende Beispiele seiner Bilder in handbemalten Rahmen des Paares finden sich in der permanenten Ausstellung des Oakland Museum of California.

## Wichtige permanente Ausstellungen
Mathews’ Werk hängt in folgenden wichtigen Museen:
- Crocker Art Museum, Sacramento, Kalifornien
- Fine Arts Museums of San Francisco, M. H. DeYoung Memorial Museum
- New York Metropolitan Museum of Art
- Oakland Museum of California
- San Diego Museum of Art
- Smithsonian American Art Museum